# Duitse Democratische Republiek op de Olympische Winterspelen 1968
Tijdens de Olympische Winterspelen van 1968, die in Grenoble (Frankrijk) werden gehouden, nam de Duitse Democratische Republiek (DDR) voor de eerste keer deel. In Grenoble voerden beide Duitslanden nog wel de vlag en het volkslied (Ode an die Freude) van het Duitse eenheidsteam.

## Medailleoverzicht
| Sport              | Olympiër                            | Discipline | Medaille |
| ------------------ | ----------------------------------- | ---------- | -------- |
| Rodelen            | Klaus-Michael Bonsack Thomas Köhler | dubbel     | Goud     |
| Kunstrijden        | Gabriele Seyfert                    | vrouwen    | Zilver   |
| Rodelen            | Thomas Köhler                       | mannen     | Zilver   |
| Noordse combinatie | Andreas Kunz                        | mannen     | Brons    |
| Rodelen            | Klaus-Michael Bonsack               | mannen     | Brons    |

## Deelnemers en resultaten

### Alpineskiën
| Olympiër        | Discipline       | Resultaat | Prestatie        |
| --------------- | ---------------- | --------- | ---------------- |
| Eberhard Riedel | afdaling (m)     | dnf       | opgave           |
| Eberhard Riedel | reuzenslalom (m) | 41e       | 3.46,67 (+17,39) |
| Eberhard Riedel | slalom (m)       | 13e       | 1.44,07 (+4,34)  |

### Biatlon
| Olympiër                                              | Discipline             | Resultaat | Prestatie                                                                           |
| ----------------------------------------------------- | ---------------------- | --------- | ----------------------------------------------------------------------------------- |
| Horst Koschka                                         | 20 km (m)              | 10e       | 1:21.37,7 (+7.51,8) pen.: 3                                                         |
| Dieter Speer                                          | 20 km (m)              | 18e       | 1:24.13,3 (+10.27,4) pen.: 6                                                        |
| Hansjörg Knauthe                                      | 20 km (m)              | 21e       | 1:25.04,9 (+11.19,0) pen.: 2                                                        |
| Heinz Kluge                                           | 20 km (m)              | 24e       | 1:26.55,2 (+13.09,3) pen.: 7                                                        |
| Heinz Kluge Hans-Gert Jahn Horst Koschka Dieter Speer | 4x7,5 km estafette (m) | 6e        | 2:21.54,5 (+8.52,1) pen.: 4 (1 / 1 / 0 / 2) (36.48,1 / 36.22,5 / 35.22,7 / 33.21,2) |

### Kunstrijden
| Olympiër                           | Discipline | Resultaat | Prestatie                |
| ---------------------------------- | ---------- | --------- | ------------------------ |
| Günter Zöller                      | mannen     | 11e       | pc. 100,0; 1727,9 punten |
| Jan Hoffmann                       | mannen     | 26e       | pc. 238,0; 1437,8 punten |
| Gabriele Seyfert                   | vrouwen    | Zilver    | pc. 18,0; 1882,3 punten  |
| Sonja Morgenstern                  | vrouwen    | 28e       | pc. 251,0; 1475,9 punten |
| Heidi Steiner Heinz-Ulrich Walther | paarrijden | 4e        | pc. 37,0; 303,1 punten   |
| Irene Müller Hans-Georg Dallmer    | paarrijden | 9e        | pc. 82,0; 289,4 punten   |

### Langlaufen
| Olympiër                                                    | Discipline            | Resultaat | Prestatie                                                    |
| ----------------------------------------------------------- | --------------------- | --------- | ------------------------------------------------------------ |
| Gerhard Grimmer                                             | 15 km (m)             | 29e       | 51.22,1 (+3.27,9)                                            |
| Gerhard Grimmer                                             | 30 km (m)             | 15e       | 1:38.46,0 (+3.06,8)                                          |
| Gert-Dietmar Klause                                         | 15 km (m)             | 33e       | 51.51,6 (+3.57,4)                                            |
| Gert-Dietmar Klause                                         | 30 km (m)             | 19e       | 1:39.30,5 (+3.51,3)                                          |
| Gert-Dietmar Klause                                         | 50 km (m)             | 25e       | 2:36.52,5 (+8.06,7)                                          |
| Axel Lesser                                                 | 15 km (m)             | dnf       | opgave                                                       |
| Axel Lesser                                                 | 30 km (m)             | 36e       | 1:44.16,2 (+8.37,0)                                          |
| Peter Thiel                                                 | 15 km (m)             | 37e       | 52.07,8 (+4.13,6)                                            |
| Helmut Unger                                                | 30 km (m)             | 37e       | 1:44.47,9 (+9.08,7)                                          |
| Gerhard Grimmer Axel Lesser Peter Thiel Gert-Dietmar Klause | 4x10 km estafette (m) | 7e        | 2:19.22,8 (+10.49,3) (33.52,1 / 34.01,3 / 36.45,5 / 34.43,9) |
|                                                             |                       |           |                                                              |
| Renate Köhler                                               | 5 km (v)              | 14e       | 17.25,5 (+40,3)                                              |
| Renate Köhler                                               | 10 km (v)             | 16e       | 39.27,4 (+2.40,9)                                            |
| Christine Nestler                                           | 5 km (v)              | 12e       | 17.23,5 (+38,3)                                              |
| Christine Nestler                                           | 10 km (v)             | 9e        | 39.07,9 (+2.21,4)                                            |
| Gudrun Schmidt                                              | 5 km (v)              | 13e       | 17.24,3 (+39,1)                                              |
| Gudrun Schmidt                                              | 10 km (v)             | 14e       | 39.22,8 (+2.36,3)                                            |
| Anni Unger                                                  | 5 km (v)              | 16e       | 17.30,7 (+45,5)                                              |
| Anni Unger                                                  | 10 km (v)             | 22e       | 40.36,8 (+3.50,3)                                            |
| Renate Köhler Gudrun Schmidt Christine Nestler              | 3x5 km estafette (v)  | 6e        | 59.33,9 (+2.03,9) (20.01,6 / 19.27,3 / 20.05,0)              |

### Noordse combinatie

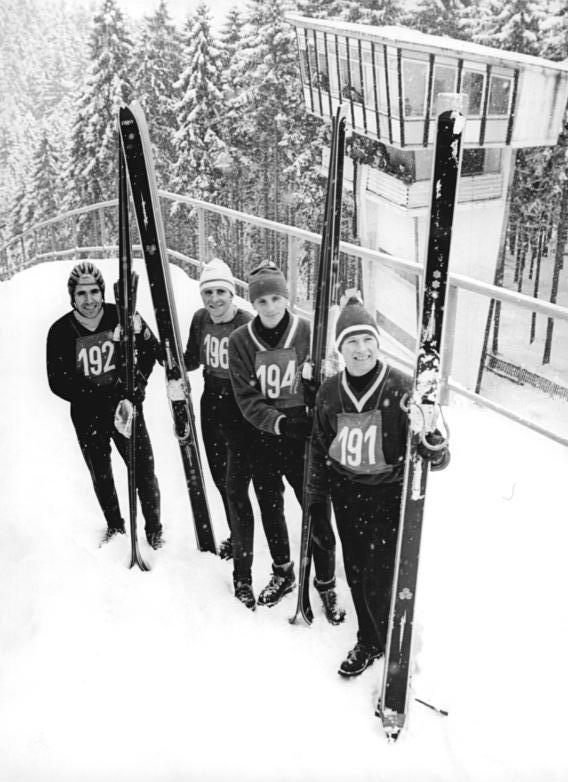
Andreas Kunz (tweede van links), winnaar van brons

| Olympiër         | Discipline | Resultaat | Prestatie                                     |
| ---------------- | ---------- | --------- | --------------------------------------------- |
| Andreas Kunz     | mannen     | Brons     | 444,10 punten schans: 216,9 p 15 km: 227,20 p |
| Roland Weißpflog | mannen     | 9e        | 424,30 punten schans: 186,3 p 15 km: 238,00 p |
| Karl-Heinz Luck  | mannen     | 11e       | 414,02 punten schans: 198,8 p 15 km: 215,22 p |

### Rodelen
| Olympiër                            | Discipline | Resultaat | Prestatie                               |
| ----------------------------------- | ---------- | --------- | --------------------------------------- |
| Thomas Köhler                       | mannen     | Zilver    | 2.52,66 (+0,18) (57,68 / 57,47 / 57,51) |
| Klaus-Michael Bonsack               | mannen     | Brons     | 2.53,33 (+0,85) (57,90 / 57,63 / 57,80) |
| Horst Hörnlein                      | mannen     | 7e        | 2.54,10 (+1,62) (57,49 / 58,04 / 58,57) |
| Wolfgang Scheidel                   | mannen     | dq        | diskwalificatie                         |
| Angela Knösel                       | vrouwen    | dq        | diskwalificatie (2.28,93)               |
| Anna-Maria Müller                   | vrouwen    | dq        | diskwalificatie (2.28,06)               |
| Ortrun Enderlein                    | vrouwen    | dq        | diskwalificatie (2.28,04)               |
| Klaus-Michael Bonsack Thomas Köhler | dubbel     | Goud      | 1.35,85 (47,88 / 47,97)                 |
| Horst Hörnlein Reinhard Bredow      | dubbel     | 5e        | 1.37,81 (+1,96) (48,80 / 49,01)         |

### Schaatsen
| Olympiër            | Discipline | Resultaat | Prestatie     |
| ------------------- | ---------- | --------- | ------------- |
| Ruth Schleiermacher | 500 m (v)  | 16e       | 47,8 (+1,7)   |
| Ruth Schleiermacher | 1000 m (v) | 12e       | 1.35,6 (+3,0) |
| Ruth Schleiermacher | 1500 m (v) | 8e        | 2.27,1 (+4,7) |

### Schansspringen

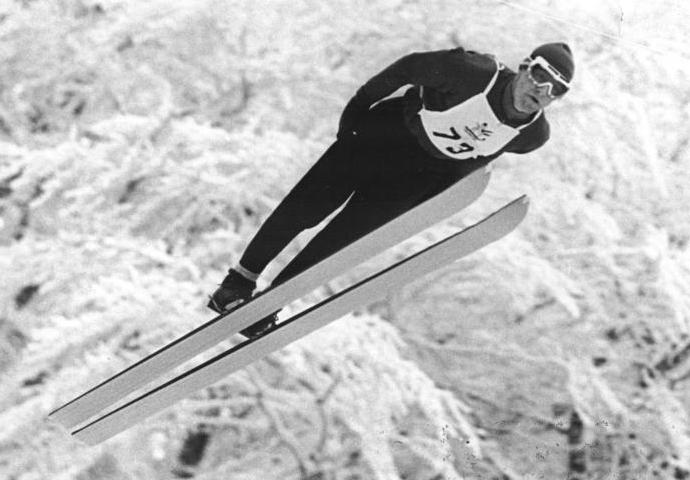
Wolfgang Stöhr

| Olympiër         | Discipline         | Resultaat | Prestatie                 |
| ---------------- | ------------------ | --------- | ------------------------- |
| Bernd Karwofsky  | normale schans (m) | 54e       | 151,5 punten (72,0+67,0m) |
| Dieter Neuendorf | normale schans (m) | 7e        | 211,3 punten (76,5+73,0m) |
| Dieter Neuendorf | grote schans (m)   | 15e       | 198,8 punten (93,0+92,0m) |
| Manfred Queck    | normale schans (m) | 14e       | 205,4 punten (76,5+71,5m) |
| Manfred Queck    | grote schans (m)   | 4e        | 212,8 punten (96,5+98,5m) |
| Wolfgang Stöhr   | normale schans (m) | 20e       | 199,3 punten (73,5+71,0m) |
| Wolfgang Stöhr   | grote schans (m)   | 7e        | 205,9 punten (96,5+92,5m) |

### IJshockey
| Olympiër | Discipline | Resultaat | Prestatie |
| --- | ---------- | --------- | --- |
| Ulrich Noack Bernd Karrenbauer Hartmut Nickel Helmut Novy Wolfgang Plotka Wilfried Sock Dieter Pürschel Klaus Hirche Dieter Kratzsch Dieter Voigt Manfred Buder Lothar Fuchs Peter Prusa Joachim Ziesche Bernd Poindl Dietmar Peters Bernd Hiller Rüdiger Noack | mannen     | 8e        | kwalificatieronde: 3 - 1 DDR - Noorwegen A-groep (1e-8e plaats): 0 - 9 DDR - Sovjet-Unie 0 - 11 DDR - Canada 2 - 5 DDR - Zweden 3 - 10 DDR - Tsjecho-Slowakije 2 - 3 DDR - Finland 4 - 6 DDR - Verenigde Staten 2 - 4 DDR - Bondsrepubliek Duitsland |

Argentinië · Australië · Bondsrepubliek Duitsland · Bulgarije · Canada · Chili · Denemarken · Duitse Democratische Republiek · Finland · Frankrijk · Griekenland · Groot-Brittannië · Hongarije · IJsland · India · Iran · Italië · Japan · Joegoslavië · Libanon · Liechtenstein · Marokko · Mongolië · Nederland · Nieuw-Zeeland · Noorwegen · Oostenrijk · Polen · Roemenië · Sovjet-Unie · Spanje · Tsjecho-Slowakije · Turkije · Verenigde Staten · Zuid-Korea · Zweden · Zwitserland